# 性腺動脈
性腺動脈（gonadal artery）也稱為生殖腺動脈，是由腹主动脉到生殖腺（男性的睪丸及女性的卵巢）的分支動脈统称，男性为睪丸動脈，女性为卵巢动脉，都是成對的動脈。
性腺動脈從腹主动脉前位開始分支，屬於臟支動脈，左側和右側各一，分支位置在椎骨L2的位置，低於腎動脈。由於男性睪丸和女性卵巢的位置不同，男性和女性性腺動脈的走向有些不同，睪丸是在較低的位置，而男性的性腺動脈（睪丸動脈）長度也較長。
髂内动脉是供應生殖器官和其他盆腔臟器的主要動脈，只有生殖腺的血液是由性腺動脈供應。